# Rigaer 94

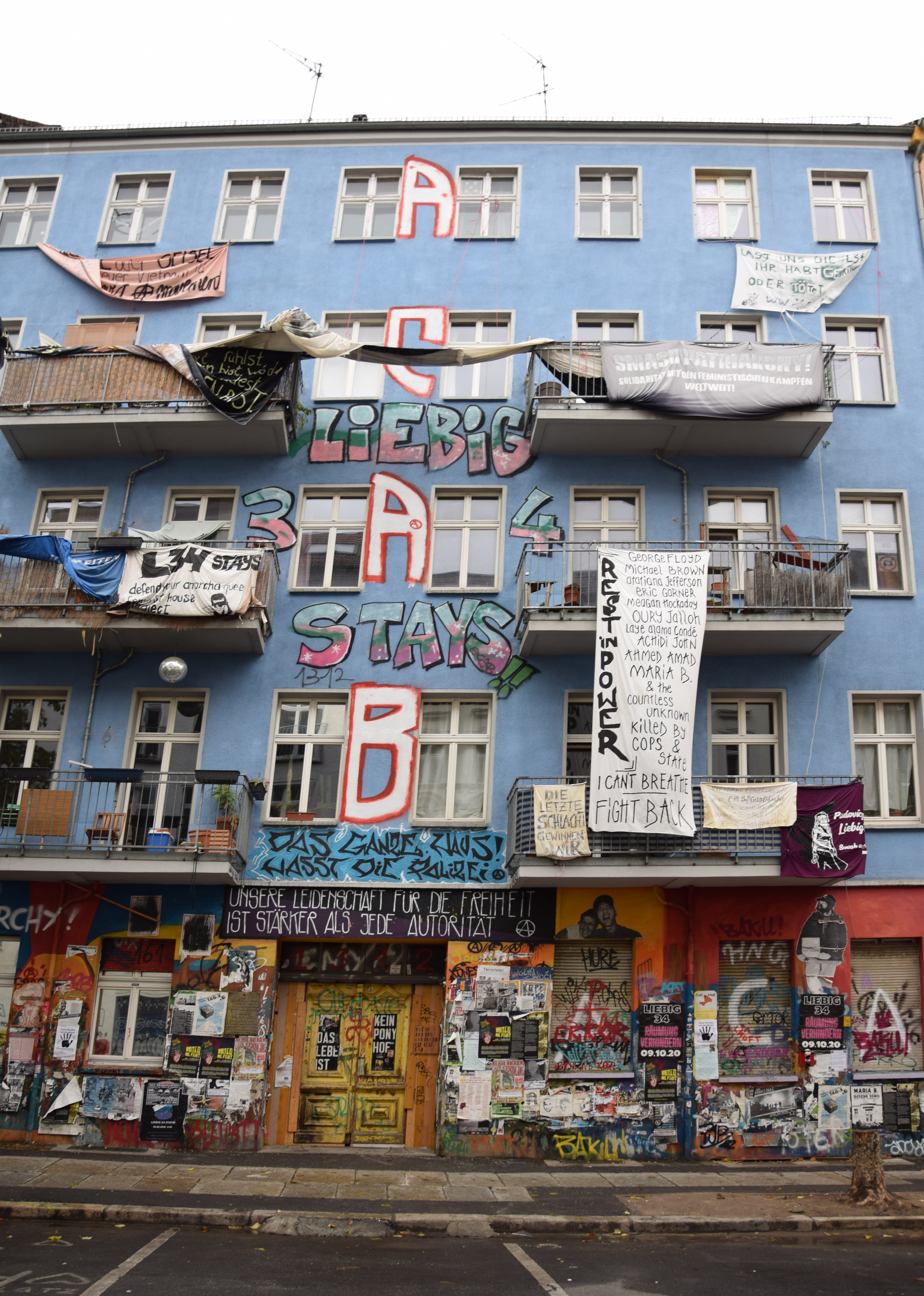
Rigaer 94, Oktober 2020

Die Rigaer 94 ist ein aus einer Hausbesetzung entstandenes Wohnprojekt in der Rigaer Straße 94 in Berlin-Friedrichshain.

## Geschichte

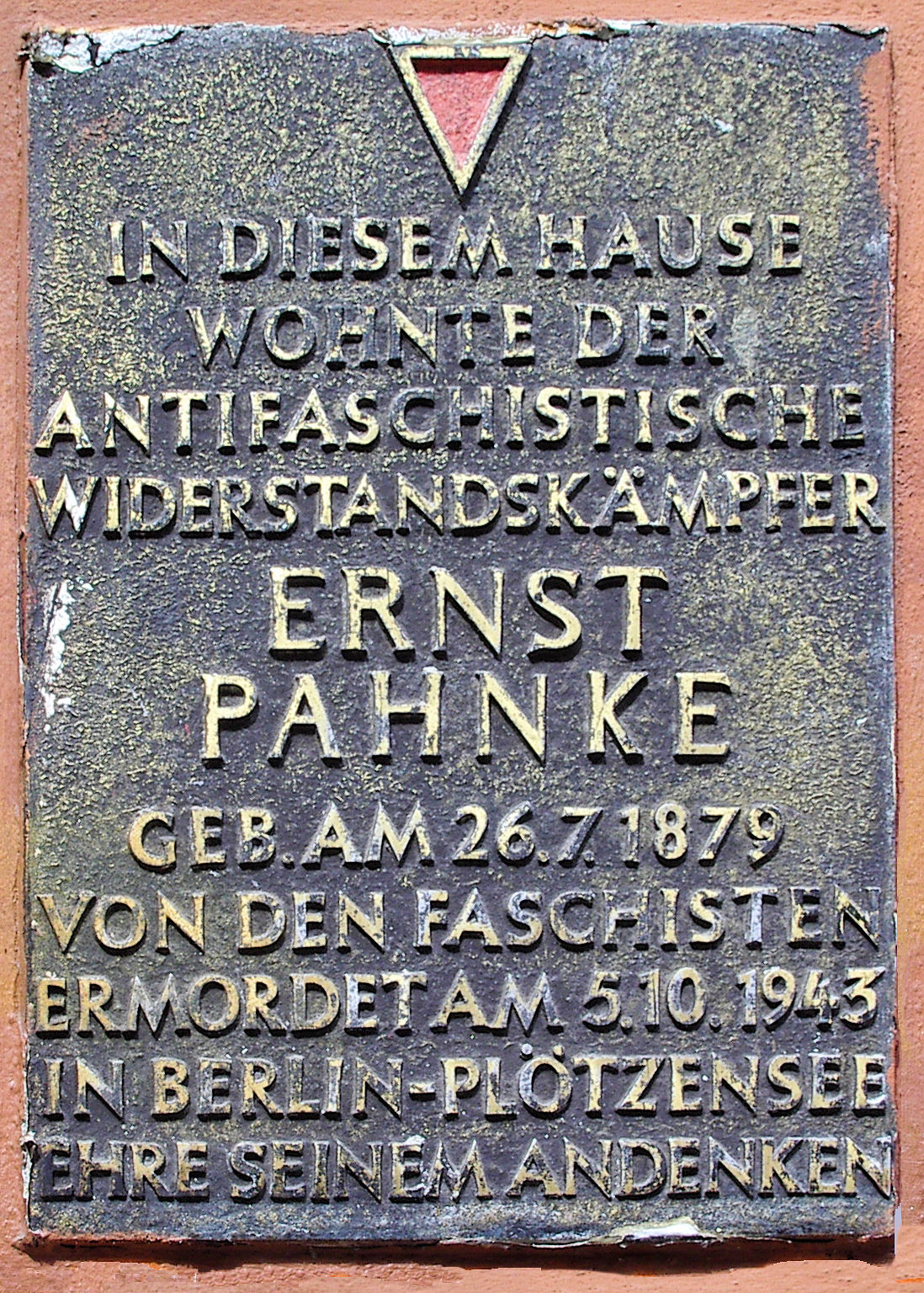
Gedenktafel für den einst dort wohnhaften Widerstandskämpfer gegen den Nationalsozialismus Ernst Pahnke

Anfang 1990 wurde das damals leerstehende Gebäude 94 in der Rigaer Straße besetzt, wie andere Häuser in der Umgebung. Nach der Räumung der Mainzer Straße im November 1990 begannen die Besetzer Verhandlungen mit dem Eigentümer des Hauses, der Kommunalen Wohnungsverwaltung – nach deren Umstrukturierung als Wohnungsbaugenossenschaft Friedrichshain (WBF) –, und der Stadt Berlin über eine Legalisierung der Wohnsituation. Dadurch wurden 1992 reguläre Mietverträge über Wohneinheiten des Hauses abgeschlossen und mit der Sanierung des Hauses konnte begonnen werden. 1994 wurden die Bewohner während der laufenden Bauarbeiten erstmals zur Zahlung von Miete ab Januar 1996 aufgefordert.
1997 wurde das Haus an die Jewish Claims Conference übertragen und 1999, zusammen mit anderen Häusern (Rigaer Straße 95 und 96, Liebigstraße 14) in Friedrichshain, von zwei Gesellschaftern der Lila GbR erworben und die Errichtung eines Wohnblocks für ökologisches Wohnen angekündigt. Die Bewohnerschaft wehrte sich gegen diese Pläne. Es kam in der Folge zu einer Kündigung der Mietverträge und zu Teilräumungen des Hauses, denen schnell Wiederbesetzungen durch die Bewohner folgten. 2002 bot der damalige Senat den Bewohnern ein Alternativobjekt in der nahe gelegenen Simplonstraße an, was von den Bewohnern jedoch abgelehnt wurde. Im August 2003 wurde ein Urteil des Landgerichts rechtskräftig, wonach die Räume im Parterre von Hinterhaus, Seitenflügel und Vorderhaus an den Eigentümer herauszugeben seien. Die Räumung wurde zwar vollzogen, die Räume wurden jedoch kurze Zeit später erneut besetzt.
Auseinandersetzungen mit dem Hauseigentümer führten zu einer Reihe von Maßnahmen wie dem Einsetzen eines Sicherheitsdienstes direkt im Haus. Wenig später wurde er wieder abgezogen und Teile des Hauses erneut besetzt. Auseinandersetzungen und polizeirechtliche Maßnahme wie Räumungen und Durchsuchungen wurden immer wieder von starken Protesten der autonomen Szene Berlins begleitet. Dabei kam es oft zu Auseinandersetzungen vor dem Haus oder im Stadtviertel. Im Januar 2012 wurden bei Ausschreitungen 51 Polizisten verletzt. Als die Randalierer danach in die Rigaer Straße 94 flüchteten, stürmte die Polizei das Haus. Die Bewohner leisteten Widerstand mit Steinen, Pfefferspray und einem Feuerlöscher.
Im August 2013 durchsuchten 300 Polizisten unter Hilfe des Spezialeinsatzkommandos zwei Wohnungen in der Rigaer Straße 94. Sie fahndeten nach Beweismaterialien im Zusammenhang mit einem Angriff auf Polizeibeamte im Juni 2013 mit Molotowcocktails sowie Sachbeschädigungen und Brandstiftungen auf mehrere Jobcenter in Berlin. Dabei wurden u. a. Brandsätze und pyrotechnische Gegenstände beschlagnahmt. Nach jahrelangen Auseinandersetzungen mit dem Eigentümer bot die gemeinnützige Stiftung Edith Maryon an, das Grundstück zu kaufen und das Gebäude den Besetzern in Erbbaurecht für 99 Jahre zu überlassen. Die Bewohner entschieden sich jedoch „für die Fortsetzung des Kampfes und gegen die Befriedung“ und nahmen bauliche Veränderungen wie den Einbau schwerer Türen an dem Objekt vor, die vermutlich darauf ausgerichtet waren, den Zugang der Polizei zu erschweren.

### Eigentümerwechsel 2014
Ende 2014 wurde das Gebäude erneut verkauft. Der neue Eigentümer wollte anonym bleiben und wurde durch die in London ansässige Lafone Investments Limited vertreten. Gerichtsunterlagen vom August 2020 enthüllten die beiden Gesellschafter der Lafone Investments Limited als eine Person in der Ukraine, die 6 % der Anteile hält, und eine weitere Firma, die über Treuhandkonstruktionen einem Berliner Privatmann gehört. Der hatte die komplexe Konstruktion gewählt, um sich vor Übergriffen und Drohungen zu schützen, wie sie den Vorbesitzer getroffen hatten.

### Eskalation 2016
Am 13. Januar 2016 führte die Polizei am späten Abend unter Berufung auf die polizeiliche Generalklausel § 17 Absatz 1 ASOG mit 500 Beamten und Unterstützung des SEK und eines Hubschraubers eine Hausbegehung ohne Durchsuchungsbefehl durch. Auslöser des Großeinsatzes war ein Angriff auf einen Kontaktbereichsbeamten, der am Mittag desselben Tages Parkverstöße geahndet hatte. Die Angreifer hatten sich laut Polizei anschließend in das Haus zurückgezogen. Der Verwaltungsjurist Clemens Arzt und die PIRATEN-Fraktion stellten die Rechtmäßigkeit dieses Einsatzes infrage. In den folgenden Tagen führte die Polizei weitere Hausbegehungen nach ASOG und eine Hausdurchsuchung in der Rigaer Straße 94 und angrenzenden Gebäuden durch. An einer Demonstration Anfang Februar, die sich unter anderem gegen die polizeilichen Maßnahmen richtete, beteiligten sich 5000 Menschen.
Am 22. Juni 2016 ließ die Hausverwaltung Teile der Rigaer Straße 94, darunter die „Szenekneipe“ Kadterschmiede von Bauarbeitern räumen. Die Räumung wurde durch ein Großaufgebot der Polizei abgesichert. In den folgenden Tagen kam es zu Demonstrationen, Brandanschlägen auf Autos und Sachbeschädigungen an Neubauten. Anwohner und Bewohner warfen Polizei und Sicherheitsdienst vor, sie durch Kontrollen zu drangsalieren und durch Missachtung der Privatsphäre zu demütigen. Außerdem sei ein Familienvater vor den Augen seiner Kinder wegen Fotoaufnahmen verprügelt worden. Mitglieder des Abgeordnetenhauses sahen einen Zusammenhang mit dem Wahlkampf. So warf Christopher Lauer Innensenator Frank Henkel eine „politisch gewollte Eskalation“ vor, um sich im Wahlkampf zu profilieren.
Am 9. Juli 2016 demonstrierten rund 3500 Personen zur Solidarität mit der Rigaer 94 und gegen die andauernde Polizeipräsenz. Nach Einschätzung der Polizei war es die „aggressivste und gewalttätigste Demonstration der zurückliegenden fünf Jahre in Berlin“. In Medienberichten und nach Aussagen von Demobeobachtern wurde das Vorgehen der Polizei als brutal und eskalierend („Aufbauen von Druck“) geschildert.
Nachdem ein erster Verhandlungstermin ausgefallen war, erklärte das Landgericht Berlin am 13. Juli 2016 die Teilräumung in einem vorläufigen Versäumnisurteil für rechtswidrig. Der Hauseigentümer hatte keinen Räumungstitel vorgelegt, bei der Räumung keinen Gerichtsvollzieher beauftragt und keinen Vertreter vor Gericht entsandt. Am Folgetag wurden den Bewohnern die Räumlichkeiten durch eine Gerichtsvollzieherin wieder übergeben, die Bauarbeiten abgebrochen und der Polizeidauereinsatz beendet. Daraufhin beruhigte sich die Lage. Im Juli 2016 eingereichte Räumungsklagen gegen die Vereinsräume im Erdgeschoss und eine Wohnung im Vorderhaus wurden im Februar 2017 und Mai 2018 auf Grund unklarer Eigentumsverhältnisse und einer daraus resultierenden Prozessunfähigkeit vom Amtsgericht Berlin abgewiesen. Daraufhin verzichtete der vermeintliche Eigentümer auf eine Fortsetzung der Klage.
Mit Fortdauern des Konflikts wurden Forderungen nach einer „Deeskalationsstrategie“ lauter. Monika Herrmann (Bündnis 90/Die Grünen) initiierte schließlich am 20. Juli 2017 einen Runden Tisch, an dem unter anderem Anwohner, Vertreter der Eigentümer und Mitglieder des Abgeordnetenhauses der Fraktionen von SPD, Die Linke und Bündnis 90/Die Grünen teilnahmen. Vertreter der Polizei, der Innenverwaltung und des Hausprojektes nahmen jedoch nicht teil. Mitte August nahm die städtische Wohnungsbaugesellschaft Degewo Verhandlungen mit dem Eigentümer auf, um die Möglichkeiten eines Kaufs oder der Übernahme der Verwaltung zu prüfen. Finanzsenator Matthias Kollatz-Ahnen (SPD) erklärte, es müssten alle Möglichkeiten für eine Deeskalation genutzt werden. Der damalige Innensenator Frank Henkel (CDU) und die von ihm geführte CDU kritisierten vehement sowohl Gespräche als auch einen möglichen Kauf des Hauses. Dies bedeute „Linksradikale für Krawalle, Brandanschläge und Angriffe auf Polizisten mit einem Haus zu belohnen“. Ein im Frühjahr 2017 von der DeGeWo vorgelegtes Kaufangebot lehnte der Eigentümer als zu niedrig ab. Laut Innensenator Andreas Geisel (SPD) sei das staatliche Eigentum an dem Gebäude „eine Schlüsselfrage, um Gewalttaten entgegenzuwirken.“ Erst dieses ermögliche Umbaumaßnahmen, um Polizeieinsätze in dem Haus zu erleichtern.
Da Umbauten im Haus baurechtlich vorgeschriebene Rettungswege und den Einsatz von Rettungskräften beeinträchtigten, wurden nach 2016 durch Beamte mehrfach Forderungen laut, die brandschutztechnische Lage im Haus nachzubessern und zu prüfen. Im Zuge dessen wurde dem Baustadtrat Florian Schmidt (Bündnis 90/Die Grünen) vorgeworfen, die Eröffnung eines Verfahrens wegen Brandschutzmängeln aktiv verhindert zu haben. Am 11. Februar 2021 urteilte das Verwaltungsgericht Berlin, dass dem Brandschutzsachverständigen Polizeischutz gewährt werden muss, da in der Vergangenheit ein Hausverwalter und ein Rechtsanwalt beim Betreten des Hauses von einer Gruppe angegriffen und verletzt wurden.
Innenstaatssekretär Torsten Akmann (SPD) stellte fest, dass der Bereich Rigaer Straße besonders „durch Straftaten und Ordnungswidrigkeiten der linksextremistischen Szene geprägt“ sei, was zu einer erheblichen Beeinträchtigung des Sicherheitsgefühls der Anwohner führe. Wegen des Streits um das linksradikale Symbolprojekt „Rigaer 94“ und die Räumungsklage gegen die darin befindliche illegale Kneipe „Kadterschmiede“ sei „weiterhin mit der Begehung von Straftaten im Bereich der Rigaer Straße zu rechnen“. Im Jahr 2020 führten vielfache polizeiliche Einsätze im Bereich der Rigaer Straße 94 zu 329 Ermittlungsverfahren wegen verschiedener Delikte.

### Begehungen durch die Polizei 2021

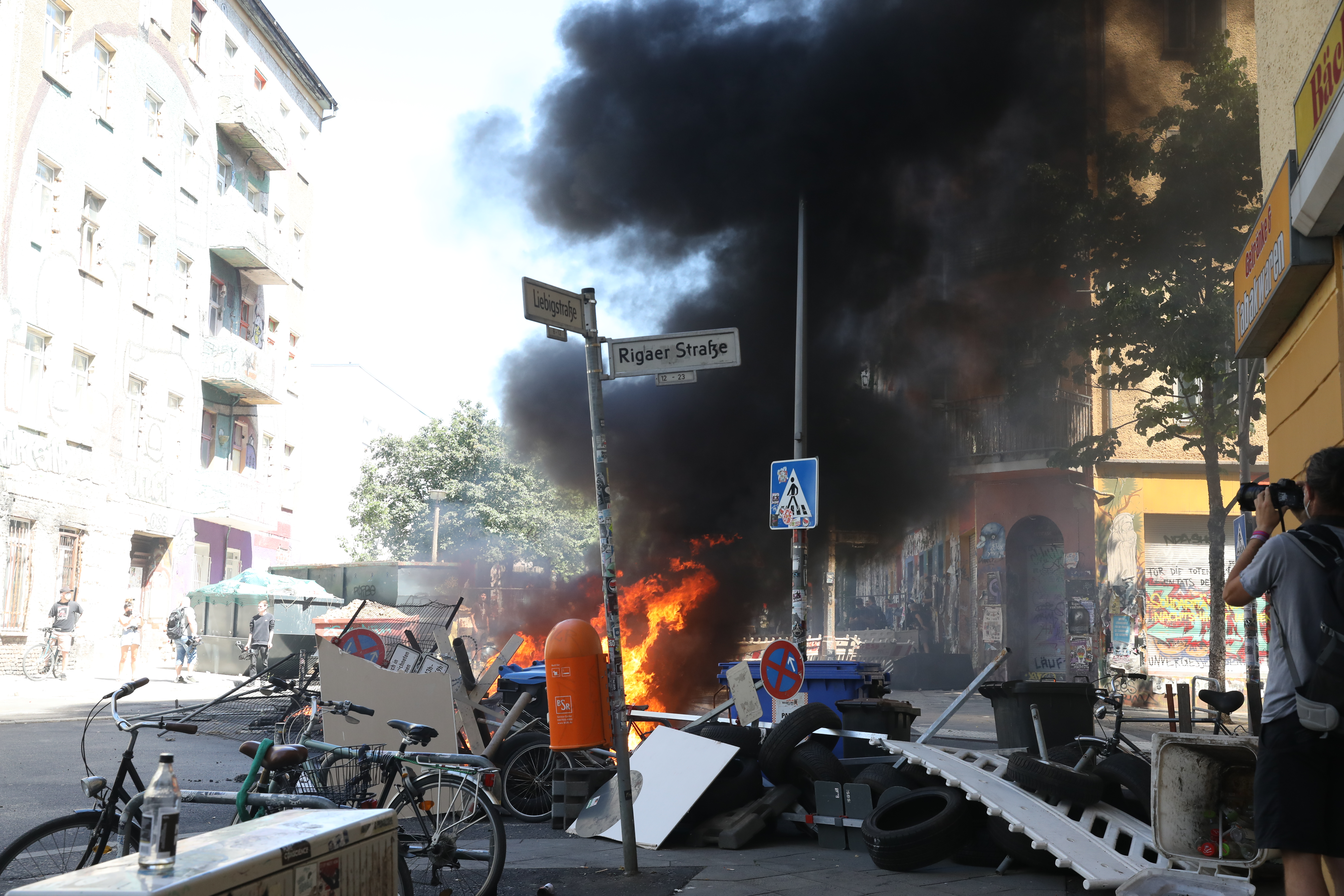
Autonome legten am 16. Juni 2021 ein Feuer in der Rigaer Straße, Ecke Liebigstraße

Zu einer erneuten Eskalation kam es im Juni 2021 in Zusammenhang mit einer Brandschutzbegehung im Auftrag von Eigentümern, eine bereits durchgeführte Brandschutzbegehung durch einen Sachverständigen und das Bezirksamt wurde nicht anerkannt. Für Teile der Straße wurde ein zweitägiges Versammlungs- und Parkverbot verhängt. Straßen in dem Gebiet waren weiträumig gesperrt, eine Schule und eine Kita blieben geschlossen. Am 16. Juni 2021, dem Vortag der geplanten Brandschutzbegehung, errichteten nach Polizeiangaben 50 Vermummte Barrikaden und zündeten diese an. Sie bewarfen Polizisten der Bereitschaftspolizei mit Steinen, Flaschen und Feuerwerkskörpern vom Dach des Gebäudes. Auch zahlreiche Medienvertreter wurden gezielt mit Feuerwerksraketen angegriffen. Die Polizei setzte Wasserwerfer und Räumpanzer ein. 200 Beamte waren am Einsatz beteiligt, 65 wurden nach Angaben der Polizei verletzt.
Am 17. Juni 2021 verschaffte die Polizei einem Gutachter gewaltsam Zugang zum Haus. Als die Beamten mit einer Motorsäge die erste verschlossene Tür öffneten, zündeten die Bewohner Bengalos. Die Polizeibeamten öffneten auch eine zweite Tür und verschafften sich außerdem über den Hof Zugang zu dem Gebäude. Dabei wurden sie von Bewohnern mit Farbbeuteln beworfen und mit Feuerlöschmittel besprüht. Es wurden Ermittlungen wegen versuchten Totschlags, schwerer Körperverletzung und besonders schwerem Landfriedensbruch eingeleitet. In der näheren Umgebung wurden von Randalierern parkende Fahrzeuge in Brand gesetzt und diverse Fensterscheiben zerschlagen.
Am 7. Oktober 2021 wurde berichtet, dass die Polizei bei einer Durchsuchung des Objekts nicht nur bislang unbekannte Wohnungen entdeckt hat, sondern auch auf einen unterirdischen Stollen, der einige Meter in Richtung des Nachbarhauses Rigaer Straße 93 gegraben worden sei, gestoßen ist. Zu einem anderen Nachbarhaus sei die Wand durchbrochen worden.

### Nicht rechtsfähige Briefkastenfirma
Ende 2022 wies das Kammergericht Berlin eine Berufung der Lafone Investments Limited aufgrund einer nicht nachgewiesenen Prozessvollmacht und in Ermangelung ihrer Rechtsfähigkeit ab. Auch die Vertretungsvollmacht des Eigentümeranwalts hält das Kammergericht für unzureichend. Nachdem dieser nach Aufforderung nicht erklären konnte, ob es sich bei Lafone Investment Limited und Lafone Investments [sic!] Limited um die gleiche oder verschiedene Gesellschaften handele, hält das Gericht den Erfolg weiterer Räumungsklagen für unwahrscheinlich.

## Einschätzung des Verfassungsschutzes
Der Berliner Verfassungsschutz sieht in der Rigaer 94 eine „zentrale Institution der gewaltbereiten autonomen Szene Berlins.“ Ein Teil der Bewohner und der regelmäßigen Besucher der Kneipe im Gebäude seien „zum harten Kern militanter Linksextremisten zu rechnen.“ Dabei handelt es sich laut einer kleinen Anfrage vom März 2016 um eine Gruppe von etwa 30 bis 40 Personen. Von den im März 2016 in der Rigaer Straße gemeldeten Personen seien im Zeitraum 2011 bis März 2016 insgesamt 78 Straftaten, davon 28 Gewalttaten mit Schwerpunkt in den Jahren 2012 bis 2014 begangen worden.